# بيليه!
بيليه! (بالإنجليزية: Pelé!) هي لعبة فيديو رياضية عام 1993 تم تطويرها بواسطة راديكال إنترتينمنت ونشرتها آكولايد لميجا درايف. تعتمد اللعبة على رياضة كرة القدم وتمنح اللاعب السيطرة على فريق كرة قدم في أوضاع اللعب مثل المعارض والبطولات والمواسم. تم تسميتها باسم لاعب كرة القدم البرازيلي السابق بيليه، والذي قدم أيضًا مدخلات حول تصميم اللعبة.
بيليه! تلقت آراء متباينة عند إطلاقها من النقاد الذين أشادوا بالرسومات وكمية الخيارات، لكنهم انتقدوا الضوابط والصعوبة. تم إصدار تكملة، بيليه 2: بطولة العالم لكرة القدم، في عام 1994.

## الاستقبال
| الاستقبال |         |
| --- | ------- |
| نتائج المراجعة نشرة نقاط كمبيوتر آند فيديو غيمز 40% إلكترونك غيمينغ مونثلي 37/50 [ 1 ] غيم برو 14.5/20 إلكترونيك جيمز 91% [ 2 ] |         |
| نتائج المراجعة |         |
| نشرة | نقاط    |
| كمبيوتر آند فيديو غيمز | 40%     |
| إلكترونك غيمينغ مونثلي | 37/50   |
| غيم برو | 14.5/20 |
| إلكترونيك جيمز | 91%     |

بيليه! تلقت آراء متباينة عند إطلاقها. أشاد أرني كاتز من إلكترونيك جيمز باللاعبين الكبار والمفصلين والذكاء الاصطناعي الواقعي وأدوات التحكم البديهية. ذكرت إلكترونيك جيمز الشهرية أن اللعبة قدمت كل ما هو متوقع من النوع الرياضي، لكنها حذرت من أن آلية تبديل اللاعبين أثناء اللعب كانت مربكة.

## وصلات خارجية
- بيليه! على موبي غيمز (بالإنجليزية)